# 司马喜 (西晋)
司马喜（？—311年5月5日），一名孴，河内郡温县（今河南省焦作市温县）人，曹魏司隶从事、安城亭侯司马通曾孙，西河缪王司马斌之孙，西河王司马隐之子。

## 生平
司马喜在父亲司马隐死后被册立为西河王。永嘉五年四月戊子（311年5月5日），石勒率领轻骑兵追赶东海王司马越的送丧队，在苦县宁平城大败西晋军队，石勒分派骑兵围困晋军放箭，晋军十余万人被杀，死尸堆积如山。太尉王衍、襄阳王司马范、任城王司马济、武陵庄王司马澹、西河王司马喜、梁怀王司马禧、齐王司马超、吏部尚书刘望、廷尉诸葛铨、尚书郑豫、豫州刺史刘乔、太傅长史庾敳等都被活捉，坐于幕府之下，石勒询问西晋覆灭的缘故，王衍详细地叙说了灾祸与失败的缘由并声称不关自己的事，石勒很生气，叫左右将他扶出去。其他人畏惧死亡，纷纷陈述自己的见解，只有司马范神色自若，呵斥众人说：“今日之事，还要说些什么！”石勒问孔苌说：“我在天下间行走多时，还从没见过这种人，需要留下他们吗？”孔苌回答说：“他们都是晋朝的王公大臣，终究不可以为我们所用。”于是石勒把王公大臣领到外面害死。